# 河村元美
河村元美（日语：／ Kawamura Motomi，1996年3月5日—），大阪府出生，日本女子曲棍球運動員，亦為日本國家女子曲棍球隊成員。畢業於山梨学院大学。

## 簡歷
2016年，河村元美代表日本出戰巴西里约热内卢舉行的奥林匹克运动会女子曲棍球比賽。日本隊最終排名小组第五位，無緣晉級。